# Samuel Cony

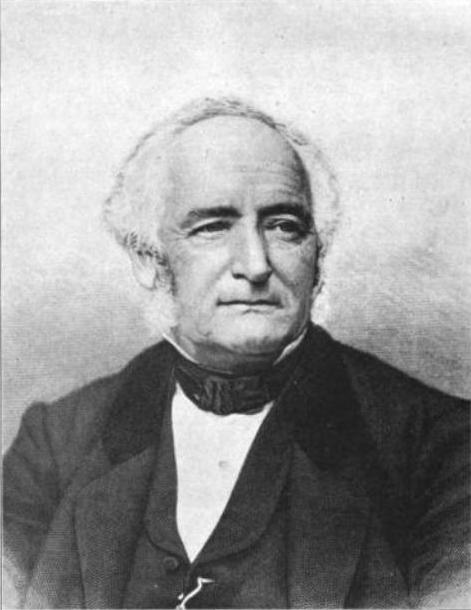
Samuel Cony

Samuel Cony (* 27. Februar 1811 in Augusta, Massachusetts; † 5. Oktober 1870) war ein US-amerikanischer Politiker und von 1864 bis 1867 Gouverneur des Bundesstaates Maine.

## Frühe Jahre
Der im heutigen Maine geborene Samuel Cony besuchte die China Academy, das Wakefield College und die Brown University, an der er 1829 seinen Abschluss machte. Nach einem anschließenden Jurastudium wurde er im Jahr 1832 als Rechtsanwalt zugelassen. Danach arbeitete er als Jurist. Zwischen 1840 und 1846 war er Richter am Nachlassgericht im Penobscot County. Zwischen 1835 und 1836 war er Abgeordneter im Repräsentantenhaus von Maine. Im Jahr 1849 war er im Beraterstab des Gouverneurs (Governor’s Executive Council) und von 1847 bis 1850 arbeitete er für die Landverwaltung in Maine. Schließlich war er zwischen 1850 und 1854 Finanzminister (Treasurer) seines Staates. Im Jahr 1854 war er auch Bürgermeister der Stadt Augusta. Ursprünglich war Cony Mitglied der Demokratischen Partei. Im Jahr 1862 trat er aber zu den Republikanern über. In diesem Jahr wurde er für seine neue Partei in das Repräsentantenhaus von Maine gewählt. Ein Jahr später wurde er Gouverneur.

## Gouverneur von Maine
Samuel Cony trat sein neues Amt am 6. Januar 1864 an. Nach zwei erfolgreichen Wiederwahlen in den Jahren 1864 und 1865 konnte er bis zum 2. Januar 1867 im Amt bleiben. Der erste Teil seiner Gouverneurszeit war noch vom Amerikanischen Bürgerkrieg überschattet. Damals wurden noch immer Soldaten für die Unionsarmee angeworben und gemustert. Insgesamt stellte Maine etwa 70.000 Soldaten der Unionsarmee zur Verfügung. Der Gouverneur unterstützte die Kriegsanstrengungen der Bundesregierung unter Präsident Abraham Lincoln. Nach dem Ende des Krieges im April 1865 musste die Industrieproduktion wieder auf den zivilen Bedarf umgestellt werden und die heimkehrenden Soldaten wieder in die Gesellschaft eingegliedert werden. Nachdem er auf eine erneute Kandidatur verzichtet hatte, schied Cony am 2. Januar 1867 aus seinem Amt aus.
Nach dem Ende seiner Amtszeit zog sich Cony aus der Politik zurück und widmete sich seinen privaten Interessen. Er starb am 5. Oktober 1870. Samuel Cony war zweimal verheiratet und hatte insgesamt sechs Kinder.